# Trivial Pursuit
El Trivial Pursuit es un juego de mesa de Scott Abbott, un editor deportivo del diario Canadian Press, y Chris Haney, fotógrafo del periódico Montreal Gazette. Desarrollaron la idea en diciembre de 1979  y su juego fue lanzado al mercado dos años después.

## Historia
Haney trabajaba en el Montreal Gazette como editor de fotos y coincidió con Abbott en diciembre de 1975 después de ser asignados para hacer la cobertura de los Juegos Olímpicos de Verano de 1976 celebrados en Montreal. Los dos desarrollaron el juego el 15 de diciembre de 1979  en la localidad española de Nerja, Andalucía, después de jugar al Scrabble y les hizo pensar en ideas para una nueva alternativa, y Haney tuvo la idea de un juego de preguntas de cultura general durante una ronda de cervezas. En una hora, Haney y Scott habían trazado el juego con su tablero circular de seis radios y múltiples categorías en unas cuantas hojas de papel. Haciéndose pasar por reporteros, asistieron a una feria de juguetes en Montreal y regresaron con información que habían obtenido de los expertos en juegos que asistieron al espectáculo. Después de incorporar al hermano de Haney y a un amigo a su equipo de desarrollo, el grupo necesitaba inversores y consiguieron 40.000 dólares de 32 personas. Haney disuadió a su madre de invertir en el juego por temor a que él le hiciera perder su inversión y volvió a España, donde estuvo algunos días para desarrollar las preguntas que se debían incluir en el juego.
El juego del Trivial Pursuit se comercializó el 10 de noviembre de 1981 con 1.100 copias por quince dólares. La compañía que hizo la primera tirada, Horn Abbot, perdía dinero en esa primera tirada y que cada uno de ellos les costaba 75 dólares fabricarlo. Las ventas crecieron muy poco a poco ya que al principio, no tenían el interés de las jugueterías de Canadá y Estados Unidos. Pero el boca oreja hizo que se fueran incrementado hasta llegar en 1984 a los 800 millones de dólares en ventas.
Selchow and Righter se hizo con los derechos del juego en 1988 y después lo hizo Hasbro en 2008 por 80 millones. Hasta 2004, se han vendido cerca de 88 millones de ejemplares, en 26 países y 17 idiomas.

## Tablero y reglas
El tablero está compuesto por casillas que forman una rueda con seis radios. Cada casilla lleva el color de un tipo de preguntas, con una casilla especial de cada color en el lugar en que los radios se unen a la rueda, donde aparece el quesito del respectivo color.
La edición Genus está compuesta por 4800 preguntas y respuestas en 800 tarjetas, 6 fichas de jugador, 36 cuñas de puntuación (quesitos), un dado y un tablero. Se recomienda para personas de 10 años en adelante y pueden llegar a jugar de 2 a 36 jugadores (jugando en equipos de hasta 6 participantes).
Los jugadores/as comienzan en el centro de la rueda.  Lanzan el dado en orden y mueven sus fichas con forma de queso en la dirección que elijan, el número de casillas que indica el dado.  Tras mover la ficha, otro jugador coge una carta del mazo y hace al jugador que ha movido la ficha una pregunta que se corresponde con el color de la casilla a la que la ficha ha ido a parar.  Si el jugador la responde correctamente puede tirar el dado de nuevo.  Si la casilla es una de las casillas especiales situadas en la intersección, obtiene como premio una de las seis cuñas (popularmente llamadas "quesitos") del color de la casilla, si es que no la ha conseguido ya.  Si el jugador responde incorrectamente, el turno pasa al siguiente jugador.
El juego prosigue hasta que un jugador obtiene los quesitos de los seis colores y se dirige al centro. Una vez que llega allí el jugador debe responder una pregunta final, cuyo color escogen los rivales. Si la responde correctamente, gana el juego. Si no, se sigue jugando hasta que alguien lo consiga. Es común que, para ganar la partida, en vez de tener que responder una pregunta final a elegir por los rivales valga con responder correctamente cuatro de las seis preguntas de una tarjeta elegida al azar. En las reglas oficiales de todas las ediciones de Trivial pone explícitamente que si se cae en una casilla de quesito ya ganado, se tratará como una casilla normal, sin ningún premio o penalización, a pesar de que hay una creencia popular de que se pierde el quesito al fallar.

### Categorías de las preguntas
- Geografía (Azul)
- Arte y Literatura (Morado)
- Historia (Amarillo)
- Entretenimiento (Rosa)
- Ciencias y Naturaleza (Verde)
- Deportes y Pasatiempos (Naranja)

## Adaptaciones

### Televisión
Una versión de Trivial Pursuit, presentada por Wink Martindale, se emitió en The Family Channel en los Estados Unidos desde 1993 hasta 1994 (Jay Wolpert intentó un piloto en 1987, pero no fue aceptado). Una versión sindicalizada titulada Trivial Pursuit: America Plays se emitió de 2008 a 2009 y fue presentada por Christopher Knight. En septiembre de 2004, Roger Lodge presentó un programa de preguntas y respuestas sobre deportes en ESPN titulado ESPN Trivial Pursuit, que se emitió cinco episodios. El ex presentador invitado de Jeopardy, LeVar Burton, fue seleccionado para presentar una versión de Trivial Pursuit estrenada en 2024.
La BBC Television produjo un Trivial Pursuit programa de juegos basado en el juego en el Reino Unido, presentado por Rory McGrath. Otra versión británica (con reglas/formato similares a la versión de Wink Martindale, y también utilizando la misma sintonía que la versión de Wink Martindale) fue presentada en The Family Channel (ahora Challenge) por Tony Slattery. Birgit Lechtermann presentó una versión para VOX en Alemania de 1993 a 1994.
En 1988, se emitió una película para televisión titulada Breaking all the Rules: The Creation of Trivial Pursuit. Tratada en gran medida como una comedia, la película presentaba la música de Jimmy Buffett y retrataba a los creadores del juego como tres canadienses amantes de la cerveza.
En España, una versión del programa se estrenó en 2011 presentado por Silvia Jato en Veo7 con el título Trivial Pursuit.
En la Unión Soviética en 1989 se compraron los derechos para producir su propia versión del juego de mesa y también se inició un campeonato oficial para equipos familiares, cuyas finales fueron transmitidas por la Televisión Central Soviética como el programa de juegos Lucky Case (ruso: Счастливый случай). Después de que el acuerdo terminara en 1991, el programa cambió sus reglas, eliminando elementos de Trivial Pursuit, y continuó siendo transmitido hasta el año 2000.

### Juego de Arcade
En 1984, Bally Sente lanzó un juego de arcade de Trivial Pursuit. Al igual que el juego de mesa, posteriormente se lanzaron varias variantes.

### Juegos de computadora en casa
La empresa británica de software Domark lanzó una versión de Trivial Pursuit para computadora (anunciada como Trivial Pursuit: The Computer Game) para múltiples formatos durante la década de 1980. Esta versión incluía preguntas con imágenes y música pero por lo demás era fiel a los mecanismos del juego de mesa original.
Más tarde, Domark lanzó otra versión llamada Trivial Pursuit: A New Beginning, también en varios formatos. Esta versión presentaba una trama sobre la Tierra moribunda y mecánicas de juego significativamente alteradas.
Hasbro Interactive lanzó una "Edición del Milenio" en 1999 con tres modos diferentes y categorías diferentes:
- Classic Pursuit: Se juega como el juego de mesa. También estaba disponible una opción "QUICKPLAY" donde, para acelerar el juego, cada pregunta sería una pregunta para obtener una cuña. Pueden jugar hasta seis personas. El ganador es el primero en obtener las seis cuñas, aterrizar de nuevo en el centro por conteo exacto y luego dar una respuesta correcta.
- Party Pursuit: Pueden jugar hasta tres personas. La computadora elige categorías al azar hasta que haya tres para elegir. Una respuesta correcta del primer jugador en tocar el timbre obtiene la cuña; una respuesta incorrecta le da al oponente la oportunidad, así como quitarle las cuñas obtenidas en esa categoría. El primer jugador en obtener las seis cuñas gana el juego. Después de 20 preguntas, la computadora comienza a seleccionar categorías para los jugadores.
- Point Pursuit: Igual que Party Pursuit, excepto que se llevan puntuaciones y las preguntas van de 250 a 1,000 puntos. Los jugadores también pueden apostar cualquier cantidad o todas sus puntuaciones en una última pregunta. Se obtienen puntos adicionales por una cuña y por cuánto tiempo se tardó en responder una pregunta.

También hay tres formas diferentes de responder las preguntas:
- Opción múltiple, donde los jugadores eligen entre los números 1, 2, 3 o 4;
- Precisión ortográfica: libre, donde se acepta una ortografía imperfecta por el programa;
- Precisión ortográfica: estricta, donde la ortografía debe ser precisa.

Este juego contó con un total de siete locuciones, una para el presentador y una para cada una de las seis categorías: Gente y Lugares (cuña azul), Artes y Entretenimiento (cuña rosa), Historia (cuña amarilla), Ciencia y Naturaleza (cuña marrón), Deportes y Ocio (cuña verde) y Comodín (cuña naranja).

### Juegos en línea
En 1999, Sony Online Entertainment adquirió la licencia de Trivial Pursuit de Hasbro Interactive para lanzar un juego en línea descargable en The Station@Sony (hogar de Everquest en ese momento), donde hasta tres jugadores automáticamente emparejados podían chatear en vivo mientras jugaban. Una respuesta correcta en cualquier espacio ganaba una cuña en la categoría respondida, los espacios de la cuña le daban al jugador la opción de elegir la categoría, y la primera persona en obtener cuatro cuñas era la ganadora. Estuvo alojado en The Station hasta 2001.
En 2003, Bolenka Games lanzó un juego en línea de Trivial Pursuit en el ya desaparecido sitio web Uproar.com donde presenta cinco ediciones como: Genius, Silver Screen, Music, 1980s y TV.

### Videojuegos
Trivial Pursuit se lanzó para varios sistemas de videojuegos caseros, incluyendo Sega CD, Wii, Windows Phone, Xbox 360, Xbox One, PlayStation 2 y PlayStation 3. El juego de mesa también se adaptó a un juego móvil llamado Trivia Crack y a Trivial Pursuit Genus Edition para Nokia 3650, 6600, N-Gage y Siemens SX1.
Ubisoft lanzó Trivial Pursuit: Live!, el 17 de diciembre de 2014 para Xbox 360 y PlayStation 3, el 18 de febrero de 2015 para Xbox One y PlayStation 4. Es similar a la serie Buzz!. En Xbox One y PS4, es parte del Hasbro Game Channel y se lanzó físicamente en la compilación Hasbro Family Fun Pack el 25 de octubre de 2016. Se portó el 30 de octubre de 2018 en Nintendo Switch, para la compilación física Hasbro Game Night o individualmente para descarga. Una secuela llamada Trivial Pursuit Live! 2, publicada por Ubisoft y desarrollada por Snap Finger Click, se lanzó en 2022 para PlayStation 4, Xbox One, Nintendo Switch y Stadia.
Trivial Pursuit también se adaptó como un juego destacado en el sistema de juegos de bar de video-trivia NTN. El juego se ejecutó durante principios de la década de 2000.

## Otros juegos relacionados
- Preguntados